# Alive Behind the Green Door
Alive Behind the Green Door är Flogging Mollys första album, inspelat live på puben Molly Malones 1997.

## Låtlista
1. "Swagger" – 2:50
2. "Every Dog Has Its Day" – 4:42
3. "Selfish Man" – 3:08
4. "Never Met a Girl Like You Before" – 3:36
5. "Laura" – 4:40
6. "If I Ever Leave This World Alive" – 3:44
7. "Black Friday Rule" – 8:20
8. "What's Made Milwaukee Famous (Has Made a Loser Out of Me)" – 2:45
9. "Between a Man and a Woman" – 4:00
10. "De (That's All Right) Lilah" – 8:35